# Estación de Pumares
Pumares es un apeadero ferroviario situado en el municipio español de Carballeda de Valdeorras, en la provincia de Orense, comunidad autónoma de Galicia. No dispone de servicio de viajeros desde el 17 de marzo de 2020.

## Situación ferroviaria
La estación se encuentra en el punto kilométrico 285,9 de la línea férrea de ancho ibérico que une León con La Coruña, a 368 metros de altitud, entre las estaciones de Sobradelo y Quereño. El tramo es de vía única y está electrificado.

## Historia
La estación fue abierta al tráfico el 4 de septiembre de 1883 con la puesta en marcha del tramo Oural-Toral de los Vados de la línea que pretendía unir Palencia con La Coruña. Las obras corrieron a cargo de la Compañía de los Ferrocarriles de Asturias, Galicia y León, o AGL, creada para continuar con los proyectos iniciados por la Compañía del Ferrocarril del Noroeste de España y gestionar sus líneas. En 1885, la mala situación financiera de AGL tuvo como consecuencia su absorción por parte de Norte. En 1941, la nacionalización del ferrocarril en España supuso la desaparición de esta última y su integración en la recién creada RENFE. 
Desde el 31 de diciembre de 2004 Renfe Operadora explota la línea mientras que Adif es la titular de las instalaciones ferroviarias.

## La estación
Se sitúa al sur de la localidad junto al río Sil. Su edificio para viajeros es un simple refugio. Posee un único andén lateral al que accede la vía principal. 

## Servicios ferroviarios
El apeadero está actualmente sin servicios ferroviarios desde el 17 de marzo de 2020.